# 15 mei-beweging

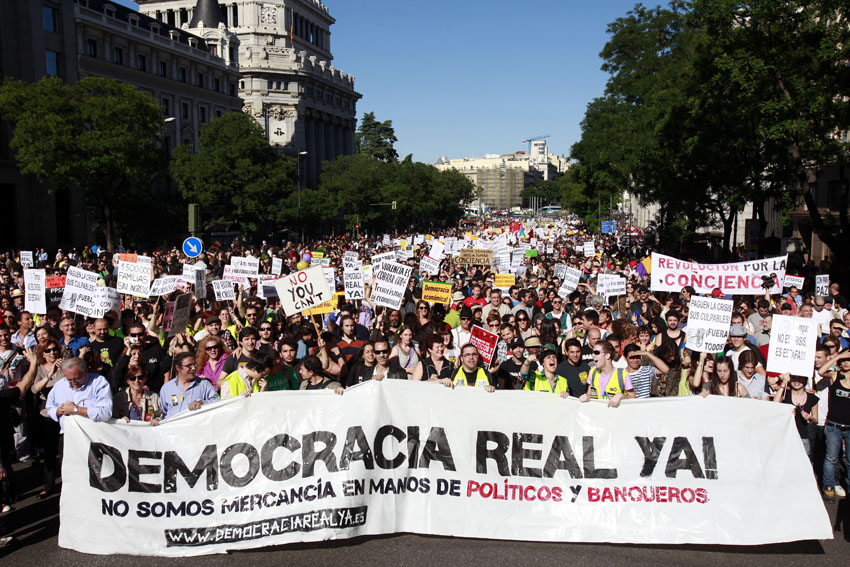
Mars in Madrid

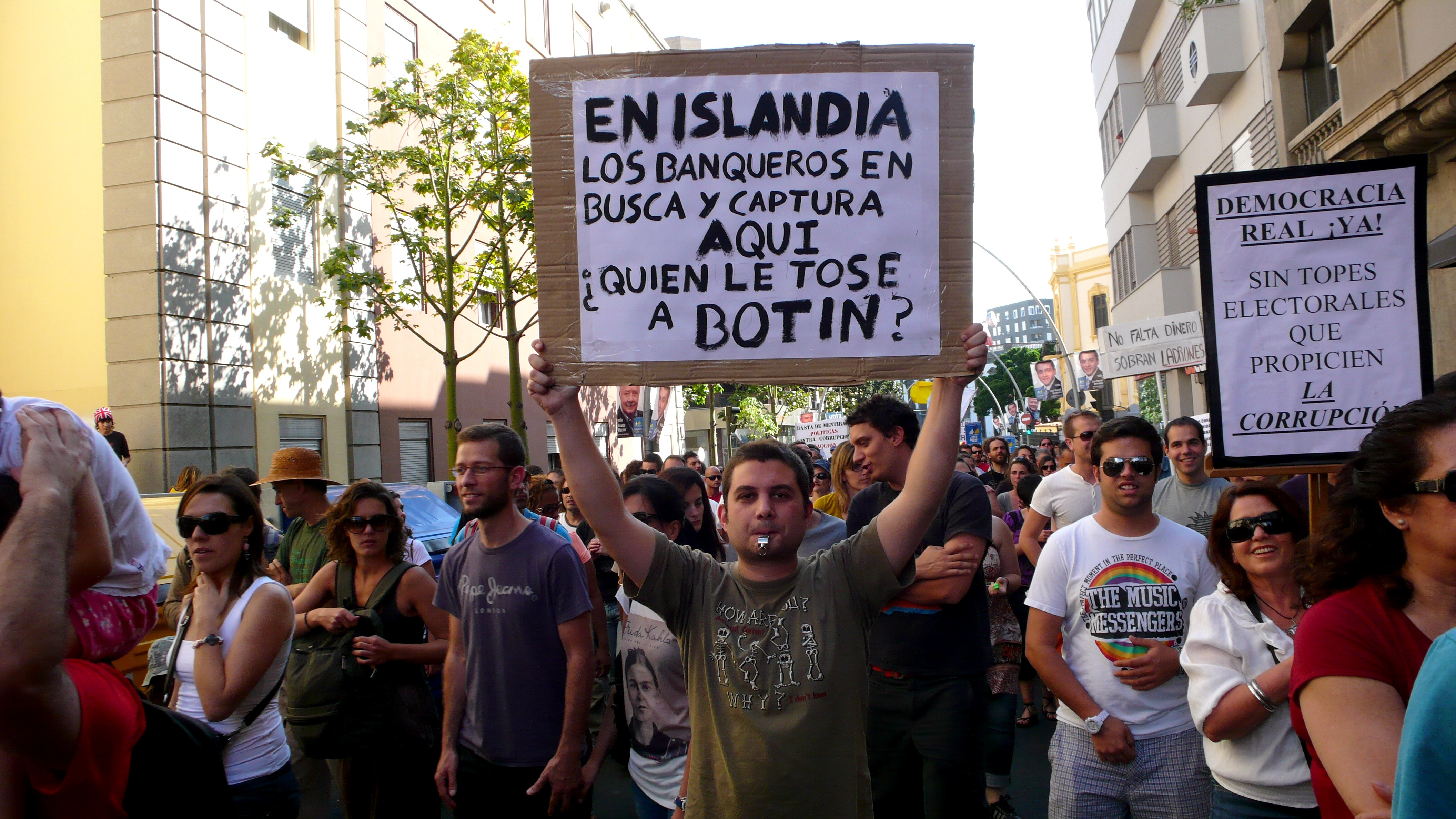
Straatprotest in Santa Cruz de Tenerife

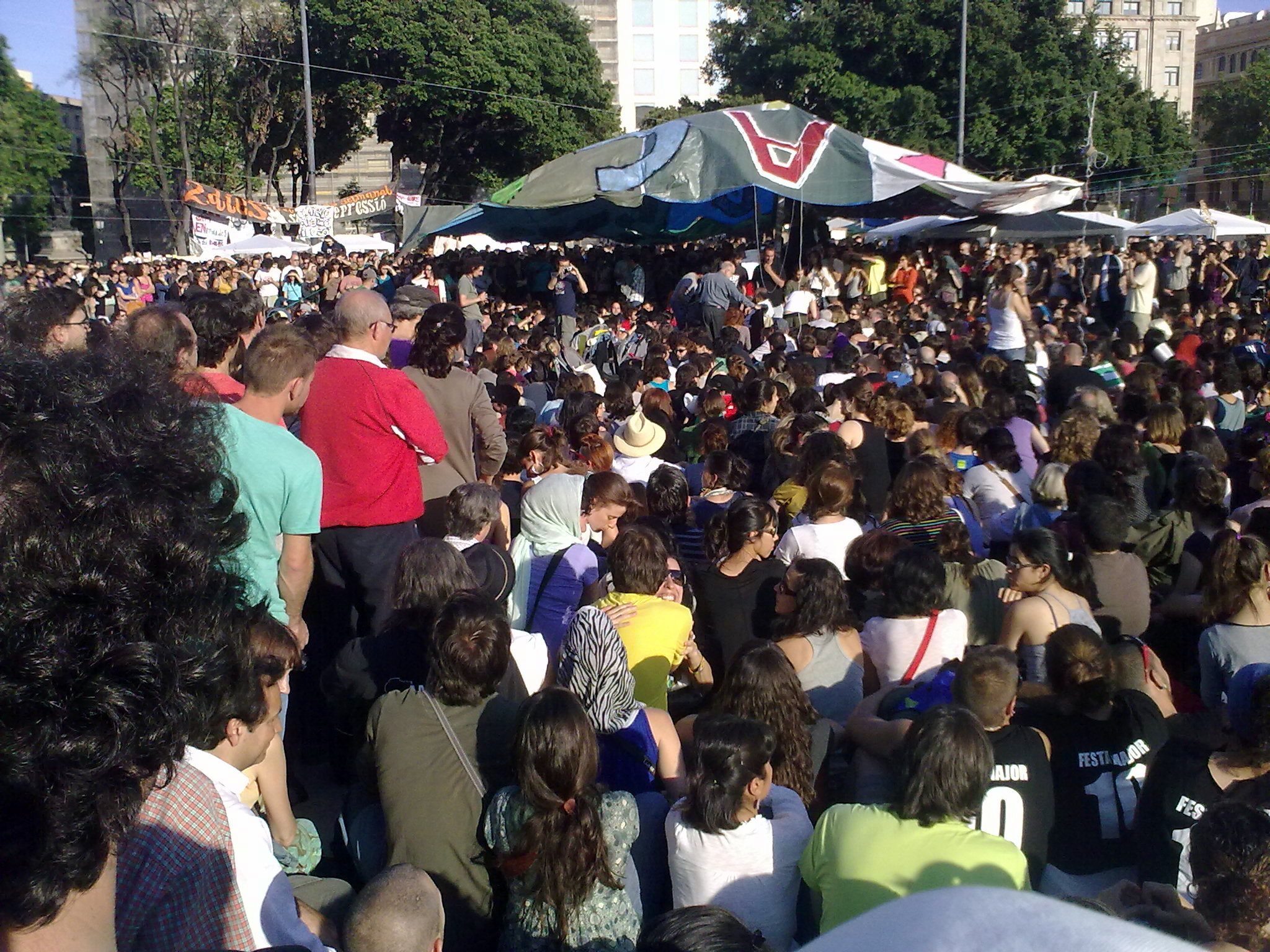
De bezetting van Plaça de Catalunya in Barcelona

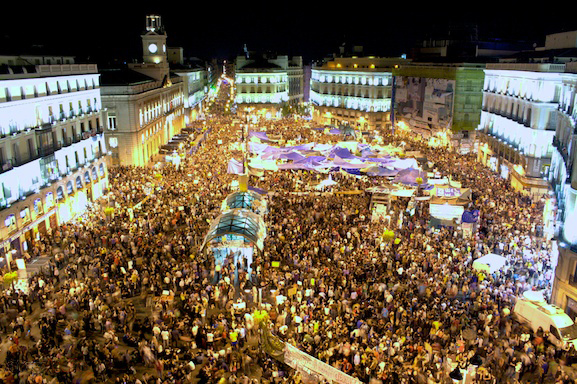
De bezetting van Puerta del Sol in Madrid

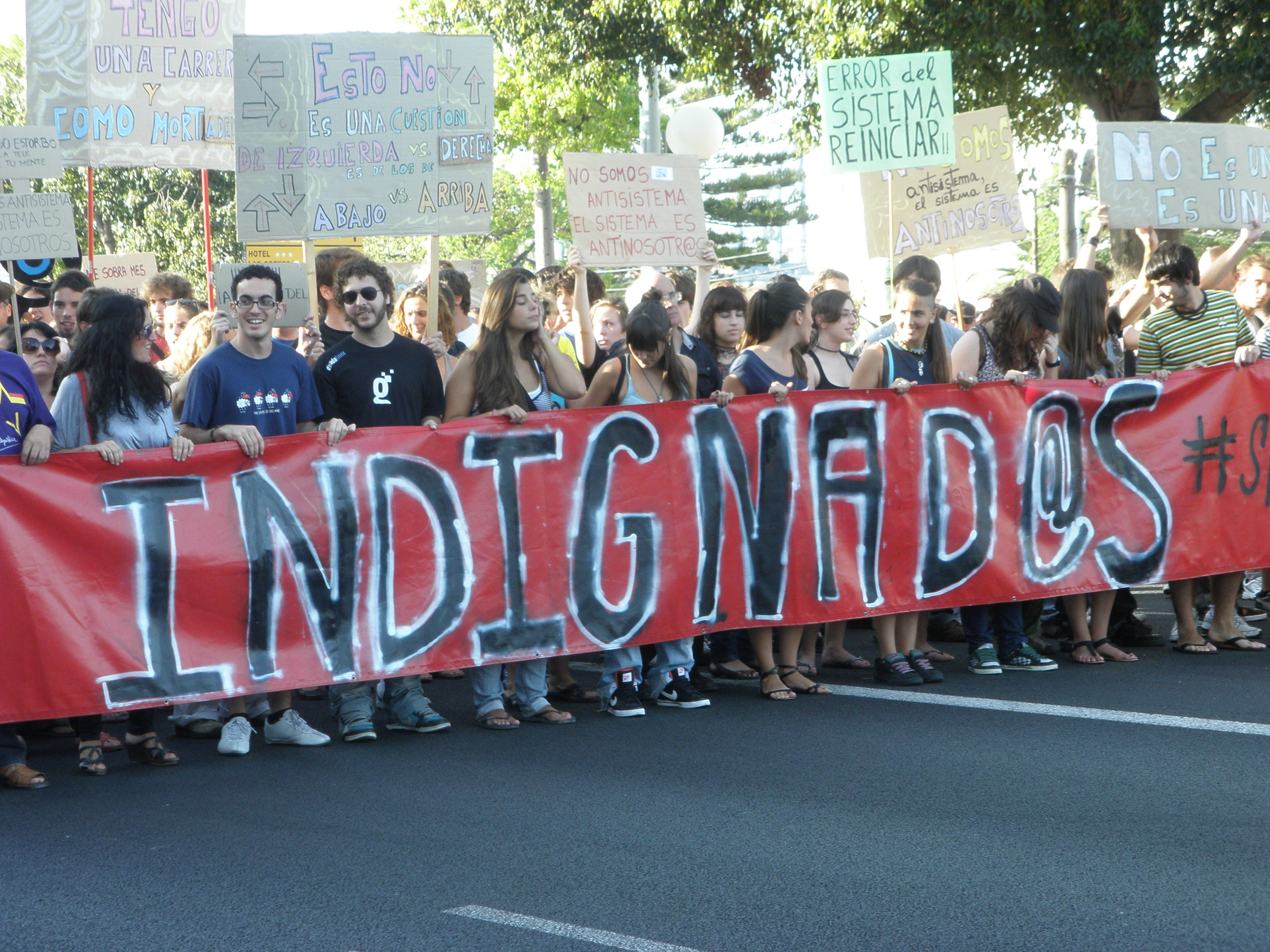
Protestmars in Cádiz

De 15 mei-beweging of Movimiento 15-M van de Indignados is een spontane en internationale protest- en actiebeweging, die ontstond in Spanje in 2011 die reageert tegen het kapitalisme, de economische situatie en de handelwijze van banken en beleggers. Indignados is Spaans voor 'verontwaardigden'. De beweging dijde in september en oktober 2011 uit naar andere Europese landen en kende samen met Occupy Wall Street haar eerste internationale actiedag op zaterdag 15 oktober 2011.

## Ontstaan
De burgerbeweging vormde zich in Spanje in het voorjaar van 2011 met protesten om de participatieve democratie te bevorderen. Op 15 mei kwamen de 'verontwaardigden' massaal op straat. Aan de vooravond van de regionale en lokale verkiezingen protesteerden ze tegen de Europese besparingen, de binnenlandse corruptie en het gebrek aan politieke transparantie. De 15 mei-beweging begon met betogingen en de bezetting van het Madrileense plein Puerta Del Sol waar dagelijks volksvergaderingen plaatsvonden. De beweging breidde zich uit naar 50 Spaanse steden. Overal werden pleinen bezet en volksvergaderingen gehouden waar wijkbewoners hun grieven konden bekendmaken. De verzuchtingen uit de wijkvergaderingen werden overhandigd aan het parlement.

### Achtergrond
Net zoals bij de later in 2011 ontstane beweging Occupy Wall Street duidt de snelle groei van dit soort volksbewegingen op een gevoel van onbehagen, niet enkel veroorzaakt door de financiële en (Spaanse) economische crisis, maar ook door het wantrouwen jegens de gevestigde politici. Deze handhaven volgens aanhangers van de 15-M, als gevolg van verregaande belangenverstrengeling met het multinationale bedrijfsleven en de wantoestanden in de financiële sector, niet langer de waarden van de democratie. Binnen deze nieuwe volksbewegingen, die zich fundamenteel onderscheiden van de al eerder uit politieke onvrede ontstane (rechts-)populistische partijen, bestaat de opvatting dat er in de westerse wereld een langzame verhulde teloorgang van de democratie plaatsvindt waarover een kleine groep, de superrijke elite, de regie voert en waar de gewone bevolking het slachtoffer van wordt.
Ook binnen de Spaanse 15 mei-beweging voelen velen zich geïnspireerd door de gebeurtenissen die eerder in 2011 tijdens de Arabische Lente plaatsvonden, vooral door de gebeurtenissen op het Tahrirplein tijdens de Egyptische omwenteling van januari 2011. Dat blijkt onder andere uit de manier waarop de 15-M in veel Spaanse steden actie voert, bijvoorbeeld het langdurig en massaal bezetten van straten en pleinen en het opzetten van kampementen zoals op de Puerta del Sol midden in Madrid of Plaça de Catalunya in Barcelona.

## Idealen
In haar manifest verklaart de Movimiento 15 met de leuze "Democracia real YA!" (Echte democratie NU!) een democratische beweging te zijn van en voor de gewone mensen. Mensen die zich niet (meer) vertegenwoordigd voelen door de gevestigde politiek, waartegen een diep wantrouwen wordt gevoeld. In het manifest staat daarover onder meer geschreven;
We zijn gewone mensen. We zijn zoals jij: mensen die elke ochtend opstaan om te studeren, te werken of een baan te zoeken, mensen met familie en vrienden. Mensen die elke dag hard werken voor brood op de plank en een betere toekomst voor onze naasten.
Sommigen onder ons zien zichzelf als progressief, anderen meer als conservatief. Sommigen zijn gelovig, anderen niet. Een aantal heeft duidelijke ideologische overtuigingen, anderen zijn apolitiek... Maar allemaal maken we ons zorgen en zijn we verontwaardigd over de politieke, economische en sociale situatie om ons heen. Over de corruptie bij politici, zakenlui, bankiers… Over de weerloosheid van de man en vrouw in de straat.

### Doelen
De banken en het financiële systeem zijn volgens de Indignados de oorzaak van de financiële en economische crisis en de bezuinigingen in de sociale voorzieningen die Europese regeringen in 2011 doorvoeren. Ze vinden het niet kunnen dat politici ten dienste staan van de financiële elite. Daarom doen ze diverse voorstellen.
1. Het veranderen van de kieswet;
2. Aandacht voor de grondwet: huisvesting, volksgezondheid, gratis verkeer van personen en het openbaar onderwijs
3. Afschaffing van discriminerende wetten
4. Fiscale hervorming lagere inkomens, hervorming van de onroerende voorheffing en successie. Uitvoering van de Tobin-tax
5. Hervorming van de werkomstandigheden van de politieke klasse voor de afschaffing van hun loon voor het leven, en dat de programma's en beleidsvoorstellen zijn bindend.
6. Afwijzing en veroordeling van de corruptie.
7. Het verminderen van de macht van het IMF en de ECB.
8. Ontkoppeling tussen kerk en staat
9. Participatieve en directe democratie waarin de burger een actieve rol speelt. Toegang voor het volk tot de media.
10. Regularisatie van werkomstandigheden en de naleving ervan
11. Sluiting van alle kerncentrales en de bevordering van hernieuwbare energie
12. Herstel van de geprivatiseerde overheidsbedrijven.
13. Effectieve scheiding der machten
14. Vermindering van de militaire uitgaven, sluiting van de fabrieken van wapens en betere controle van de strijdkrachten en de staatsveiligheid lichamen.
15. Herstel van historische herinnering en de grondbeginselen van de strijd voor democratie in de staat.
16. Transparantie van de rekeningen en de financiering van politieke partijen

## Acties
Mede omdat de beweging niet binnen het bestaande politieke spectrum geplaatst kan worden, wekt de beweging de schijn geen politieke doelen na te streven. Bij nader inzien blijken er binnen de beweging echter wel degelijk politieke idealen te bestaan. Sommige worden door het voeren van directe acties in de praktijk zichtbaar gemaakt, zoals het met succes voorkomen van huisuitzettingen van ouderen, weduwen of mensen met een handicap die, zwaar getroffen door de gevolgen van de economische crisis, hun woonlasten niet meer kunnen betalen. Onder andere op die manier wil de beweging basisrechten verdedigen of deze herstellen, zoals het recht op huisvesting, fatsoenlijk betaald werk, gezondheidszorg en onderwijs, politieke participatie, vrije persoonlijke ontwikkeling en consumentenrechten voor een gezond en gelukkig leven. De huidige gevestigde politici en het huidige economische systeem kunnen volgens de 15-M er niet meer in slagen om deze rechten nog langer te doen gelden.
Een andere manier van vreedzaam actievoeren door de 15-M is het organiseren en lopen van lange protestmarsen, La Marchas Populares Indignadas (de marsen der verontwaardigden).
Eind juli 2011 kwamen de Indignados na diverse marsen in Spanje met het plan om naar het hart van Europa Brussel te wandelen met volksvergaderingen en acties onderweg. Niet overal werden ze warm onthaald: de Parijse politie sloeg hen uit elkaar. Midden oktober kwamen in Brussel uit Groot-Brittannië, Duitsland en Nederland Indignados aan. Ze organiseerden er workshops, vergaderingen en acties tegen de Europese besparingsplannen met de slogan 'verenigd voor een globale verandering'. De burgemeester van Koekelberg verbood hen te kamperen in het Sint-Elisabethpark. Uiteindelijk kregen ze onderdak in een gebouw van de Hogeschool-Universiteit Brussel, waar tijdens hun verblijf een grote ravage werd aangericht. Toen een agent een geboeide manifestante in het gezicht trapte lokte dit verontwaardiging uit.

## Sympathisanten
- Geert Van Istendael